# Crataegus ashei
Crataegus ashei — вид рослин із родини трояндових (Rosaceae).

## Діагностика
Crataegus ashei часто плутають з C. triflora і C. harbisonii; він відрізняється від C. triflora різним характером росту з більш-менш шаруватим розгалуженням і дрібним листям, дрібнішими квітками, тичинок 20–24, а листки, як правило, більш блискучі, без часток. Crataegus ashei більше схожий на C. harbisonii, в основному відрізняється тим, що має менші вегетативні частини, незмінно відсутні репродуктивні бічні пагони сезону, а також цілі листки.

## Біоморфологічна характеристика
Це кущ заввишки 30–50 дм. Гілочки молоді густо запушені, 1-річні від жовтувато-коричневих до каштанових, блискучі, старші сірі; колючки на гілочках нечисленні, 2-річні блискучі, дуже темно-коричневі до чорного кольору, ± тонкі, 2–3 см. Листки: довжина ніжки 25 % пластини, густо запушена, залозиста; пластина середньо зелена, від еліптичної до вузько-зворотно-яйцеподібної форми, 3–6 см, краї залозисто-пилчасті, верхівка від гострої до субгострої, абаксіальна поверхня рідко запушена чи гола, адаксіальна блискуча, шершава. Суцвіття 3–10-квіткові. Квітки (15)20–23 мм у діаметрі; чашолистки вузько-трикутні, 6–7 мм. Яблука від оранжево-червоного до темно-червоного забарвлення, 10–14 мм у діаметрі, густо коротко запушені. 2n = 68. Цвітіння: квітень; плодоношення: вересень — листопад.

## Середовище проживання
Зростає на південному сході США — Алабама, Луїзіана, Міссісіпі, Теннессі.
Населяє відкриті чагарники, відкриті ліси; на висотах 0–300 метрів.